# 2006年飓风丹尼尔
飓风丹尼尔（英語：Hurricane Daniel）是2006年太平洋颶風季第二强劲的飓风，也是该飓风季第4个获得命名的热带气旋。7月16日，丹尼尔起源于墨西哥離岸的一股东风波，之后向西移动並稳步加强，在7月22日达到每小时240公里的最高风速，當時气旋的特征与环形飓风类似。之后丹尼尔由于进入水温较低的海域，以及风切变增强而逐渐减弱。7月26日，它进入中太平洋后迅速退化为残留低气压。
最初预测表明气旋将以热带风暴標準橫过夏威夷群島，但丹尼尔的残余最后在夏威夷东南方消散。风暴為夏威夷岛和茂宜島带來轻到中度降水，造成轻度水災，但没有出现重大损失和人员伤亡的报道。

## 气象历史
7月2日，丹尼爾起源於非洲西岸的一股东风波。該東風波橫过大西洋和加勒比海，並帶有少許相關的对流，它在7月12日橫越中美洲进入東太平洋。其对流在7月13日加强，系统于两天后在墨西哥以南展現出热带气旋发展的迹象。系统以每小時25公里的速度向西移動，其組織在7月16日有所改善。在低層環流附近有相關的對流雨帶下，估计東風波在7月16日晚上发展成热带低气压。这时其位于曼萨尼约西南偏南方约845公里。
歸类为第五号热带低气压後，系统在中層高壓脊的引導气流下向西移动。低气压形成后的几小时里，其中心附近缺乏集中的深层对流。情况对热带气旋的发展很有利，包括温暖的海洋表面温度，非常少的风切变以及气旋上已经形成的反气旋。之后对流变得更加集中，以及上层流出的改善重合。根据德沃夏克分析法，氣號在协调世界时7月17日中午12点强化为热带风暴丹尼尔。之后丹尼尔的結構很快便有所改善，展现出更多的雷暴活动和带状特征。系统中心发展出中心密集雲團，环流中心有明确的雨带圍绕。随着系统形戍眼状特征，国家飓风中心在7月18日晚上将丹尼尔升级为飓风，當时候其位於卡沃聖盧卡斯西南偏南約1420公里。

飓风丹尼尔接近最高强度時的卫星云图动画

7月19日，丹尼尔的风眼在卫星图像上变得更为明显，其後發展成一个针孔式風眼。风暴進入眼牆置換循環並转向西北偏西方移动，其强化趋势暂时停止，之后在7月20日快速加强并达到大型飓风標準。当天晚上，飓风丹尼尔组织成一个非常对称的气旋，其中心有一个非常明显，直径约为50公里的风眼。达到萨菲尔-辛普森飓风等级的四级標準后，气旋的外观与环形飓风相似，环形飓风的特点是擁有巨大而对称的风眼，周围有厚厚的环形强对流包围，通常能够保持其强度和结构达数天之久。7月21日，飓风进入另一次眼墙置换循環。在周期完成后，丹尼爾在7月22日早上达到每小时240公里的最高风速。此风速保持约18小时后，丹尼尔进入了一片水温逐漸转凉的海域，强度开始逐渐减弱。7月23日，风眼变得更为明显，之后风速下降，云顶再次回暖。
飓风在7月24日进入中太平洋飓风中心的预报责任区，此時其风眼消失在卫星图像上。原本预计丹尼尔将以热带风暴標準横过夏威夷群島，因为該群岛附近海域的水温较高，而预计风切变亦是微弱。然而，風暴因北面的高壓脊減弱而減速，以及在水温较低和东风切变增强的共同影響下，丹尼尔在7月25日减弱为热带风暴。当天晚上，外露的环流中心附近已经没有活跃的对流，系统在7月26日早上減弱为热带低气压。由于雷暴活动也未能重新发展，丹尼尔于协调世界时7月27日凌晨0時退化成残留低气压，残留低气压继续向西北偏西方移动，在7月28日於夏威夷大岛东南方消散。

## 防災措施和影响

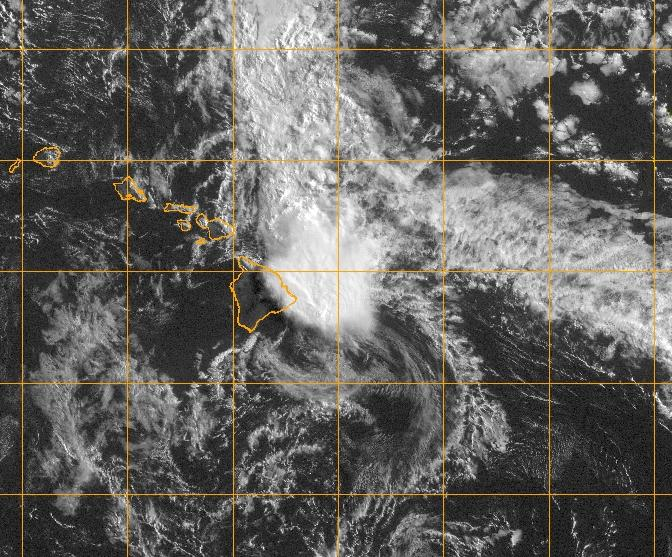
7月28日，丹尼尔的残余在夏威夷附近時的卫星图像

由于起初预测飓风丹尼尔将以热带风暴標準橫越夏威夷群岛，夏威夷州和夏威夷县的官员建议居民准备飓风应急包裹，他們还建议购买不易变壞的食物和电池。这候，风暴距该離州可能受影响的地区还有数天，結果只有很少居民立即准备。檀香山国家气象局对夏威夷东面海滩发布高海浪预警，警告在沙滩上的人不要下水。美国国家气象局对丹尼尔的残余发布暴洪观測预警和强风警告。
7月28至29日，丹尼尔的残余為夏威夷大岛和茂宜島的向风区域带来50至125毫米降雨量。茂宜島上的西威鲁埃基（West Wailuaiki）在一天內记录了98.3毫米的降雨量，是飓风带来单日降水量最高的地方。风暴也為东茂宜岛的分水岭带来降水。特别是在夏威夷大岛凱盧阿－科納的降雨造成道路积水，小溪也出现泛滥。不过没有任何重大损失和人员伤亡的报道。一个位于嘉萊的气象站簡要地报告持续风速约为每小时56公里，阵风每小时72公里。
第61届跨部门飓风会议期间，夏威夷州民防部请求将“丹尼尔”（Daniel）这个名稱除名，理由是它带来很大的威胁或损失，讓人難以忘記，但世界气象组织並没有同意这项请求。